# 沿河 (微山湖)
沿河，位于中国江苏省北部，属于南四湖水系。古称“泡水”、“丰水”，后因运盐而改称“盐河”、“沿河”。清咸丰初年，大沙河形成阻断了沿河上源，光绪二十五年（1899年）疏浚沿河下游，使沿河从今沛县县城沛城镇以东经双楼、李集，于三座楼注入微山湖。中华人民共和国成立后，沿河又向沛城镇西经朱寨镇、鹿楼镇延伸至大沙河，并在大沙河以西平地开挖新河，与复新河相接，为丰沛运河，成为沿河上段。沿河全长38公里，其中大沙河以西的丰沛运河长12.5公里。丰县境内的丰沛运河段可通航。